# 丙烯酰胺
丙烯醯胺（acrylamide，acrylic amide），化學式為CH2=CHCONH2，在常温下为白色無味片状结晶，易溶于水（216g/100mL）、乙醇、醚及三氯甲烷。在常溫下會分解為二甲基胺，或是受熱分解為一氧化碳、二氧化碳、NOx。丙烯醯胺是一种不饱和醯胺，在空气中或紫外线作用下会发生聚合反应。
丙烯醯胺通常被用作合成聚丙烯醯胺，此聚合物可作為水溶性增稠劑，用於污水處理、凝膠電泳、造紙、礦石處理、布料之免燙處理。一些丙烯醯胺也會被使用在染料製造和其它單體之製造。含游离糖和氨基酸多的食品原料，在热加工过程中会产生丙烯酰胺，对动物具致癌性。

## 食物

### 發現的經過
瑞典科學家在2002年意外發現，經高溫加熱的含澱粉食物中會產生丙烯醯胺，像是炸薯條、洋芋片、或是加熱溫度超過攝氏溫度120 °C（248 °F）的麵包。

### 其他研究
哈佛大學公共衛生學院流行病學系（Department of Epidemiology, Harvard School of Public Health）的Dr. Lorelei Mucci繼2003年發表食物中丙烯醯胺與腸癌（bowel cancer）、腎臟癌（kidney cancer）、膀胱癌（bladder cancer）的發生並無直接關聯的結果後， 其最近的研究再度顯示丙烯醯胺與乳癌的發生，並無直接相關。
Dr. Lorelei Mucci以約五萬名瑞典女性為樣本的研究發現：罹患乳癌的機率，並不會隨著丙烯醯胺攝取量的增加而增加。相反的，這些相關研究中有著驚人的逆向趨勢。文中指出「攝取丙烯醯胺最高25%的量罹患癌症的機率，居然比食用量最少的25%要低40%」。
研究小組表示，這是因為瑞典人一般日常飲食中攝取的丙烯醯胺量，並未達到能影響罹患癌症機率，以及飲食習慣有助於癌症預防的緣故。 Dr. Mucci表示，目前要做出是否丙烯醯胺會致癌的結論，仍需其他更多的研究數據來協助判定，例如日常飲食攝取丙烯醯胺對腦及神經系統的影響。目前將丙烯醯胺歸為致癌物，是因為動物實驗的結果。但此實驗用於動物的丙烯醯胺是高劑量純化過的，而非由食物中正常攝取的，必須謹慎解讀此結果。目前，仍未有充分證據顯示丙烯醯胺對人類為致癌物。

### 與癌症的關連
國際癌症研究機構（IARC）將丙烯醯胺歸類為2A物質，對動物具有致癌性，但流行病學研究尚無法證明為人類致癌物。
根據香港消費者委員會的研究，食物在經油炸之後，容易產生丙烯醯胺。在攝氏溫度130 °C（266 °F）時會出現丙烯醯胺，超過160 °C（320 °F）更會大量出現。研究已知丙烯醯胺可致癌。但世界衛生組織表示，由於難以統計丙烯醯胺要到哪一個濃度才會致癌，所以難以訂立安全標準。

## 食品含量指標值
食品中丙烯醯胺濃度的指標值，由歐盟開始訂定，大多數國家仍觀望評估中，尚無法制定「限量標準」。

### 歐盟
從2003年底至2007年初，欧洲联盟委员会曾執行「加熱後的食品毒物分析」（The Heat-generated Food Toxicants Project， HEATOX）專案研究，以利「找到烹飪（食品加工）方法，最大限度地減少這些化合物的含量，從而提供安全、營養和高品質的食品」。研究發現，丙烯醯胺構成對人類有致癌的危險證據得到有利數據，並表明「估計對歐洲消費者而言，與許多調理食物致癌性相比，暴露於丙烯醯胺帶來更高的風險」。此專案僅為消費者提供如何降低丙烯醯胺的攝入量的參考建議。
2013年11月，歐盟公布「2013/647/EU」（食品含丙烯醯胺的參考值）。

### 美國
自2002年以來，美國FDA已經多次分析了多種食品產品的丙烯酰胺含量，以供大眾參考指引。

### 臺灣
2016年1月，參考歐盟規範，公告「食品中丙烯醯胺指標值參考指引」以供大眾參考，業者不會面臨罰則。

## 菸草產品
吸菸，如菸草產品，屬於日常主要環境來源。

## 外部連結
- 澳门食物安全中心 - 認識丙烯醯胺
- 油炸方便面致癌风波 （页面存档备份，存于）
- 国际化学品安全卡0091
- NIOSH Pocket Guide to Chemical Hazards. . NIOSH.
- Institut national de recherche et de sécurité (1992). "Acrylamide."PDF Fiche toxicologique n° 119. Paris:INRS. （法文）
- IARC Monograph "Acrylamide."
- . nsc.org. 2002. （原始内容存档于2002-08-17）.
- . National Pollutant Inventory. 2003-10-27. （原始内容存档于2006-03-04）.
- . World Health Organization.   [2003]. （原始内容存档于2014-08-22）.
- . Environmental Protection Agency, usa. 2003. （原始内容存档于2006-04-27）. 丙烯醯胺和食物
- Harvard School of Public Health press release; baked and fried food does not increase risk of certain cancers in humans （页面存档备份，存于）
- Harvard School of Public Health press release; no breast cancer risks from acrylamide via food （页面存档备份，存于）
- Acrylamide Infonet （页面存档备份，存于）
- Girls who eat chips more likely to get breast cancer （页面存档备份，存于）
- California Wants to Serve a Warning With Fries （页面存档备份，存于）
- Prospective study of dietary acrylamide and risk of colorectal cancer among women[永久]
- Karin Gustafsson. . Report about acrylamide in food and cancer risks. konsumentverket. 2002-04-23. （原始内容存档于2002-08-03）.
- www.foodrisk.org/acrylamide （页面存档备份，存于）
- Court case about a suspected acrylamide poisoning （页面存档备份，存于）